# Bethanien (Bibel)

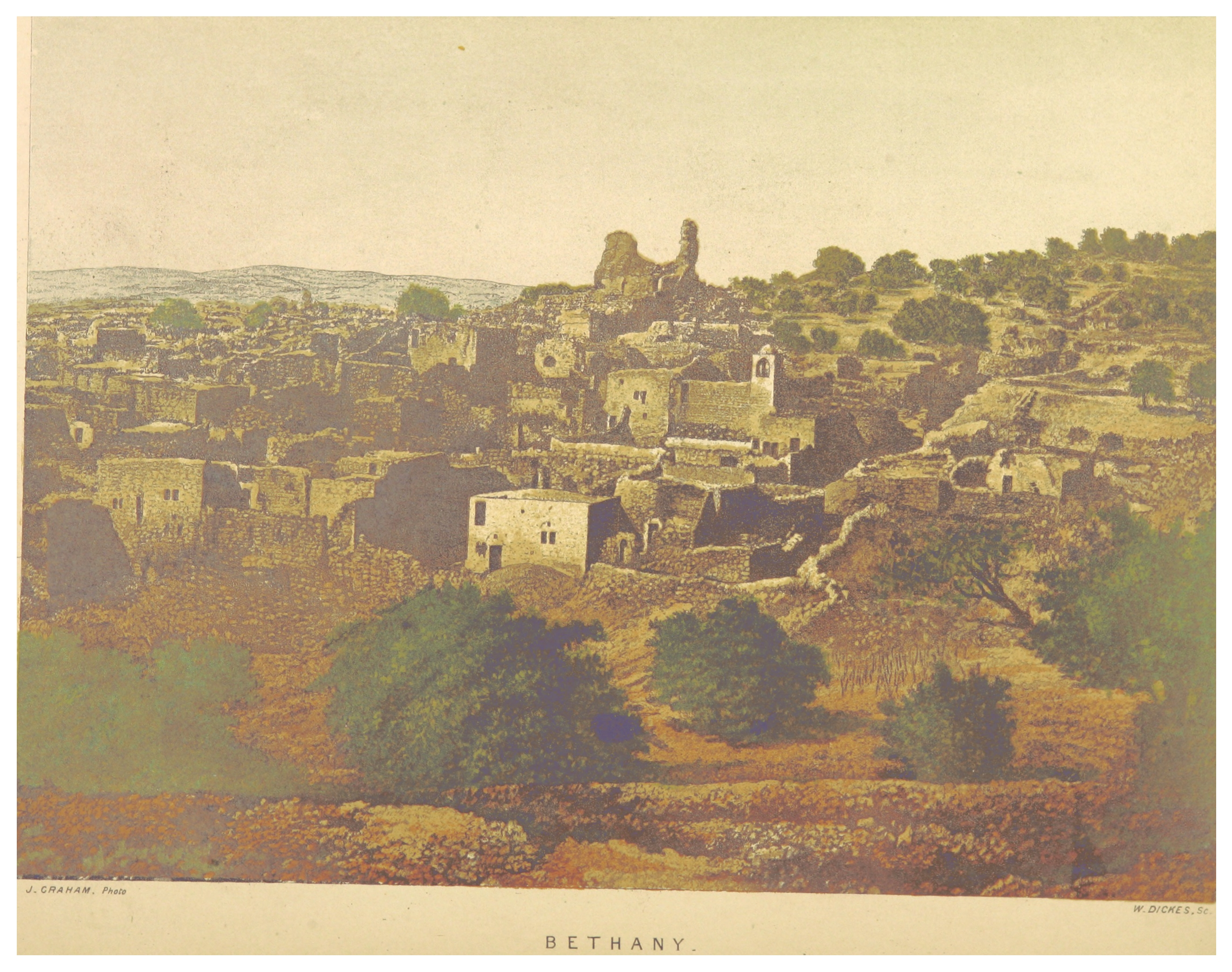
Bethanien um 1865.
Photo von J. Graham im Auftrag der Christian Knowledge Society, London

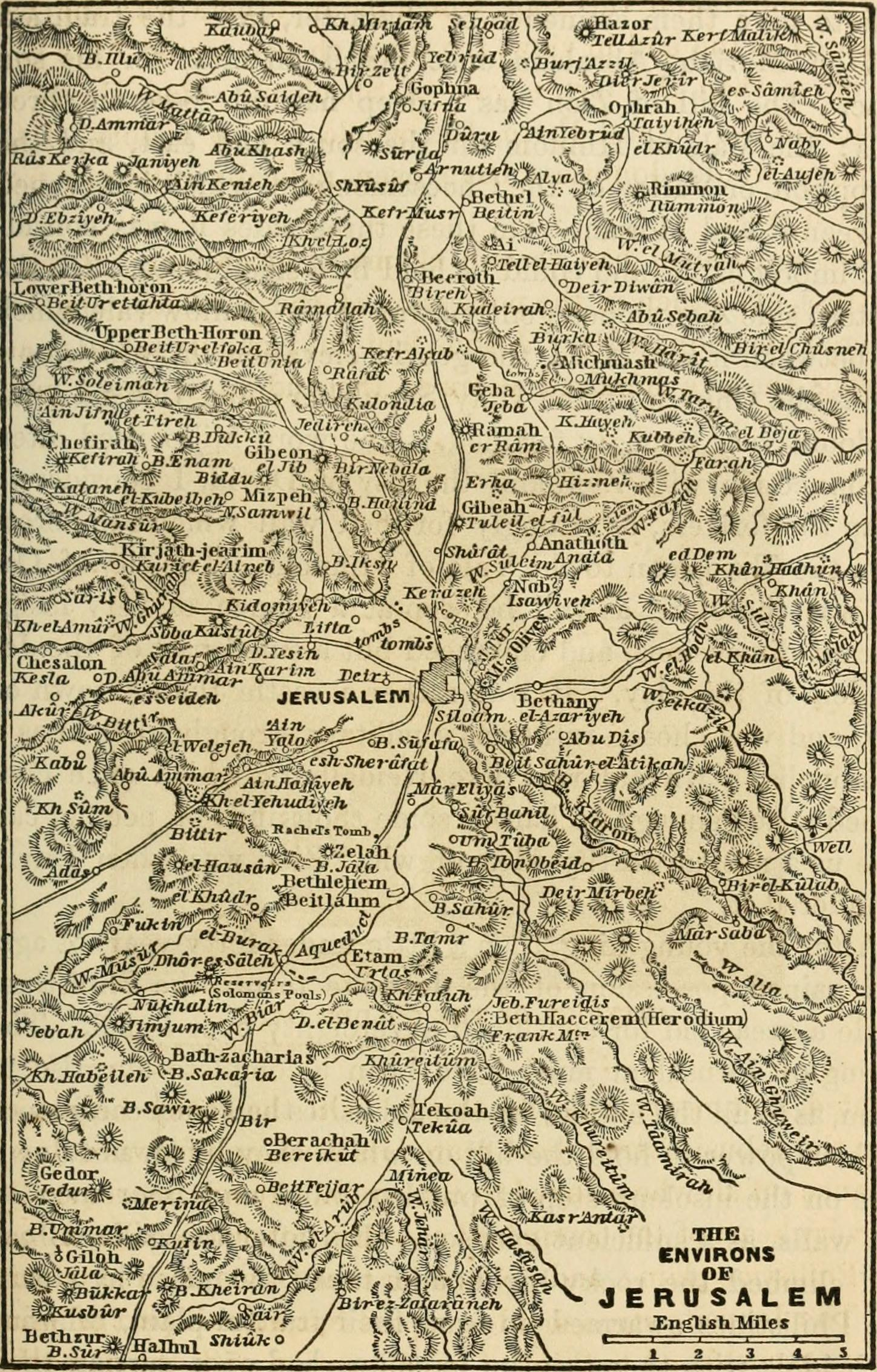
„Bethany“ östlich von Jerusalem hinter dem Ölberg (Karte von 1874)

Bethanien, auch Betanien (hebräisch בית עניה, deutsch Armenhausen), ist der Name zweier verschiedener jüdischer Orte im Neuen Testament.

## Biblische Tradition

### Heimatort des Lazarus
Bethanien südöstlich von Jerusalem, an der Ostseite des Ölbergs, etwa 15 Stadien (etwa 2,7 km) von Jerusalem entfernt (Joh 11,18 ), ist der Heimatort der Geschwister Maria, Martha und Lazarus (Joh 11,1 ). Der Ort spielt mehrfach eine Rolle in der Bibel, etwa stammte der Esel, auf dem Jesus in Jerusalem einzog, aus einem Dorf nahe Betfage und Bethanien, und Jesus übernachtete in dem Ort (Mk 11,1 ). In Bethanien lag auch das Haus Simons des Aussätzigen (Mt 26,6 ). Nach Lk 24,50  fand in der Nähe von Bethanien die Himmelfahrt Christi statt.
Nach Hieronymus wurde schon in alter Zeit über dem Grab des Lazarus eine Kirche gebaut. Im Mittelalter befand sich hier die von Königin Melisende und ihrer Schwester Ioveta gegründete Abtei Bethanien. Der Ort entspricht dem heutigen Al-Eizariya (Al-Izzariya/العيزرية) im Westjordanland (Palästina) und liegt etwa 2,4 km östlich von Jerusalem . Der Name Al-Eizariya ist eine Verballhornung des griechischen „Lazarion“ („Ort des Lazarus“). Der Ort ist heute stark von der israelischen Sperranlage geprägt.

### Ort der Johannestaufe
Ein weiterer Ort gleichen Namens lag nach Joh 1,28  östlich des Jordans. Dort soll Johannes der Täufer getauft und Zeugnis für Jesus Christus abgelegt haben. Nach Joh 10,40  hat sich Jesus auch später für längere Zeit dort aufgehalten. Seit Origenes wurde Bethanien mit Bethabara identifiziert, einer Jordanfurt in der Nähe der Taufstelle Jesu. Einige Handschriften nennen den Ort Ainōn. Dieser Name ist auf der Mosaikkarte von Madaba eingetragen. Neuzeitliche Bibelatlanten zeichnen diesen Ort östlich des Jordans mit Fragezeichen in die Kartenwerke ein.
Rudolf Bultmann fasste 1941 die Lage zusammen: „Die Versuche, ein Bethanien … östlich vom Jordan zu identifizieren, haben nicht zu einem sicheren Ergebnis geführt“. Siegfried Schulz stellte 1987 lapidar fest: „Ein östlich des Jordan gelegenes Bethanien ist unbekannt.“ Gleichwohl wurde 2015 die Stelle al-Maghtas am Ostufer des Jordan in die Liste des UNESCO-Weltkulturerbes aufgenommen, weil die Stätte „landschaftlich und kulturell bedeutsam“ sei.